# Цалер, Флориан
Флориа́н Ца́лер (нем. Florian Zahler; род. 10 сентября 1987, Гармиш-Партенкирхен, Бавария) — немецкий кёрлингист.

## Достижения
- Чемпионат Европы по кёрлингу среди смешанных команд: бронза (2010).
- Первенство Европы по кёрлингу среди юниоров: золото (2007).
- Зимний европейский юношеский Олимпийский фестиваль: бронза (2005).

## Команды
| Сезон                                        | Четвёртый      | Третий         | Второй           | Первый            | Запасной                                 | Турниры                       |
| -------------------------------------------- | -------------- | -------------- | ---------------- | ----------------- | ---------------------------------------- | ----------------------------- |
| 2005                                         | Nico Erlewein  | Даниэль Нойнер | Флориан Цалер    | Sven Rauscher     | Konstantin Harsch тренер: Holger Schäfer | ЗЕЮОФ 2005                    |
| 2007                                         | Даниэль Нойнер | Флориан Цалер  | Johannes Glaser  | Доминик Грайндль  | Gabor Dénes (ЧМЮ) тренер: Райнер Шёпп    | ПЕЮ 2007 · ЧМЮ 2007 (8 место) |
| 2008                                         | Даниэль Нойнер | Флориан Цалер  | Johannes Glaser  | Доминик Грайндль  | George Geiger тренер: Райнер Шёпп        | ЧМЮ 2008 (6 место)            |
| 2008—09                                      | Даниэль Нойнер | Флориан Цалер  | Доминик Грайндль | Laynes Lauterbach | George Geiger                            |                               |
| 2009—10                                      | Даниэль Нойнер | Флориан Цалер  | Доминик Грайндль | Laynes Lauterbach | George Geiger                            |                               |
| 2010—11                                      | Даниэль Нойнер | Флориан Цалер  | Доминик Грайндль | Laynes Lauterbach |                                          |                               |
| Кёрлинг для смешанных команд (mixed curling) |                |                |                  |                   |                                          |                               |
| 2010—11                                      | Райнер Шёпп    | Андреа Шёпп    | Флориан Цалер    | Имоген Оона Леман | Адольф Гейзельхарт                       | ЧЕСК 2010                     |
| 2012—13                                      | Райнер Шёпп    | Андреа Шёпп    | Флориан Цалер    | Имоген Оона Леман | Адольф Гейзельхарт                       | ЧЕСК 2012 (6 место)           |
| 2018—19                                      | Андреа Шёпп    | Флориан Цалер  | Лиза Рух         | Райнер Шёпп       |                                          | ЧМСК 2018 (5 место)           |

(скипы выделены полужирным шрифтом)